# ナタリー・コシュースコ＝モリゼ
ナタリー・ジュヌヴィエーヴ・マリー・コシュースコ＝モリゼ（コシウスコ＝モリゼ、フランス語: Nathalie Geneviève Marie Kosciusko-Morizet、1973年5月14日 - ）は、フランスの政治家。国民運動連合所属。イニシャルを短縮してNKMと呼ばれる。フランソワ・フィヨン内閣で環境担当閣外相を務め、2010年より環境・持続可能開発・運輸住宅大臣に就任した。

## 経歴
生家はポーランド出身でポーランド独立の志士、タデウシュ・コシューシコの兄、ユーゼフ・トーマシュ・コシューシコ（Józef Tomasz Kościuszko、1743年-1789年）の子孫に当たる。曾祖父アンドレ・モリゼは、社会党所属の上院議員でブローニュ＝ビヤンクール市長を務めた。祖父ジャック・コシュースコ＝モリゼは、第二次世界大戦中、ド・ゴール率いるレジスタンスに参加し後に駐米大使となった。父フランソワ・コシュースコ＝モリゼは、セーヴル市の市長、母は物理学教授、弟ピエール・コシュースコ＝モリゼは、フランス第3の電子商取引サイトに成長したPriceminister.comの創設者の一人である。2003年に結婚した夫（フランス国立工芸院教授）との間に2子がある。コシュースコ＝モリゼは2016年3月に離婚した。
リセ・ルイ・ル・グランを経て、エコール・ポリテクニークを卒業する。コレージュ・デ・アンジェニウールでMBAを取得した。その後、ジャック・シラク大統領の知遇を得、環境問題に関する専門家として政策立案に当たる。

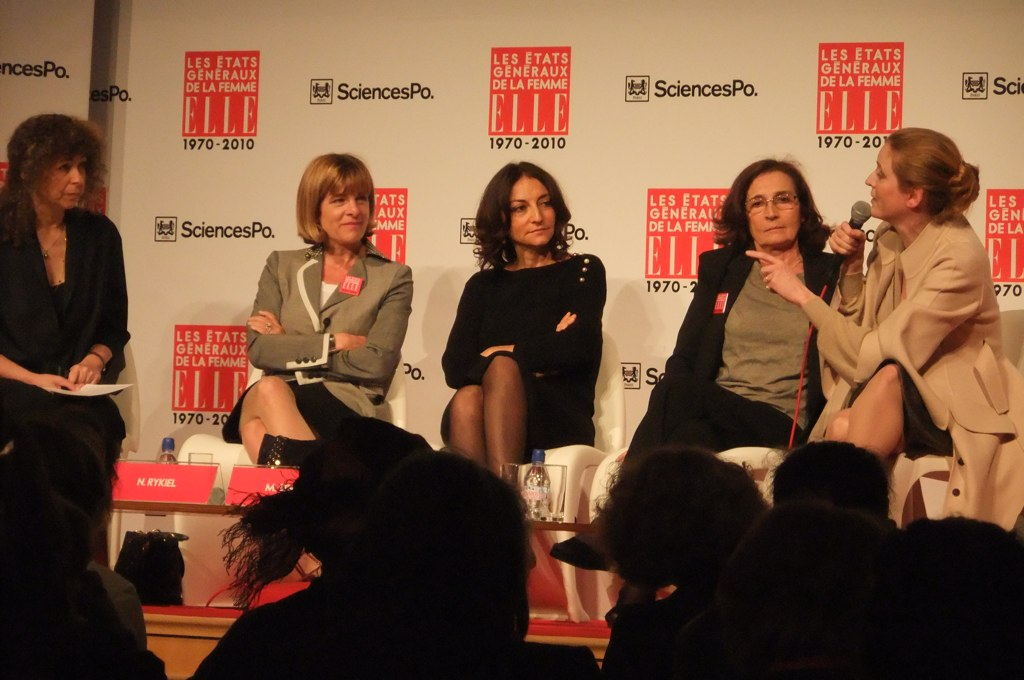
一人おいて左からアンヌ・ロベルジョン、作家のナタリー・リキエル、政治学者のマリエッテ・シノー、コシュースコ＝モリゼ（2010年5月7日）

2002年にパリ南郊エソンヌ県から最年少で選出され、2007年まで国民議会議員を、2008年3月からロンジュモー市長を務めた。
保守系の政治家ではあるが、積極的な環境保護政策を指向する「ブルー・エコロジスト」（青は保守のイメージカラー）に属する。
2013年2月、コシュースコ＝モリゼは2014年に行われる予定のパリ市長選挙に立候補するため、国民運動連合内での予備選挙に出馬すると表明した。彼女が同性間の結婚の是非を問う投票を棄権したことを批判する、ギヨーム・ペルティエや極右週刊誌のキャンペーンの後、2013年6月3日に行われた予備選挙でジャン・フランソワ・ルガレ、ピエール・イヴ・ブルナゼル、フランク・マルガンに勝ち、投票数のうち58.35％を獲得し優勢となった。2014年3月30日に行われたパリ市長選挙において、コシュースコ＝モリゼは国民運動連合の候補として出馬したが、社会党のアンヌ・イダルゴに敗北した。

## 日本との関係
2011年に発生した東日本大震災では3月29日に、福島第一原子力発電所事故を受けて事故処理を支援するため、原子力専門家2名を日本に派遣した。記者団に対して「われわれは原子力庁とアレヴァから、2人の専門家を送った。ポンプや放射能を含む水の処理に関する我々の経験を伝えるためだ」と語った。
南京市を訪問中であったが、訪日するニコラ・サルコジ大統領に同道する。4月2日、仙台市役所を訪問し奥山恵美子市長と会談、復興支援を申し出た。コシュースコ＝モリゼは奥山市長に対して「必要であれば、優れた技術者を早期に多くの地区に派遣できるようにしたい。」と話した。更に仙台市東部に津波によって海水が浸入したことに対しては「フランス南部にも塩害の問題があり、長年研究されている。早急に対応すべき問題だ。」と指摘した。